# Kommunekontaktråd
Kommunekontaktrådet er en politisk organisation i hver af Danmarks fem regioner og er en del af Kommunernes Landsforening. Den er oprettet i forbindelse med kommunalreformen, der trådte i kraft i 2007. Rådet (KKR) er et rådgivende og koordinerende organ, blandt hvis opgaver er at varetage kommunernes interesser overfor Regionsrådet. Det drejer sig ikke mindst om de institutioner, der før kommunalreformen blev drevet af amtet, og som nu er overtaget af en kommune eller af regionen.
KKR er sammensat af politikere fra alle regionens kommuner. Borgmestrene er fødte medlemmer, men alle større partier er sikret repræsentation. Rådet har et sekretariat.
Før kommunalreformen fandtes der tilsvarnede kommunekontaktråd i hvert amt.